# Síndrome paraneoplásico
Los síndromes paraneoplasicos son diferentes conjuntos de signos y síntomas que afectan a los pacientes con cáncer y que no pueden ser explicados por el efecto local del tumor, por el de las metástasis ni por la elaboración de hormonas propias del tejido del que procede el tumor, sino por sustancias proteicas que activen hormonas. Los síndromes paraneoplásicos más frecuentes incluyen endocrinopatías, hipercalcemia, hipoglucemia, miastenia gravis y trombosis venosas. Producen improntas en la piel, principalmente, de distintas partes o dermatomas del cuerpo. 
El crecimiento de una neoplasia maligna puede tener un efecto a nivel local, como compresión, atrofia y alteraciones funcionales de los tejidos adyacentes, necrosis, dolor, etc, es decir, provocan síntomas y enfermedades en aquel órgano en el que se sitúan o del que se encuentran próximos. Los efectos que se dan a distancia por la producción de hormonas en adenocarcinomas de un tejido endocrino, por ejemplo un tumor de la hipófisis causante del síndrome de Cushing, también se consideran un efecto directo y no un paraneoplásico.
Para que ocurra un síndrome paraneoplásico, el tumor debe sintetizar proteínas o péptidos biológicamente activos que activen la síntesis de hormonas, provocando un desequilibrio hormonal que termine en una endocrinopatía. Otros mecanismos son la síntesis de enzimas anormales, la producción de receptores ectópicos o la liberación de anticuerpos autoinmunes que dañen a tejidos propios o impidan la función de estos.
Su importancia clínica radica, en que pueden constituir el primer signo de la presencia tumoral, por lo que son de utilidad en el diagnóstico precoz de determinados carcinomas (ej. la polimiositis o el desarrollo de síndrome nefrótico en individuos mayores de cincuenta años) e incluso pueden ser utilizados como marcadores de progresión tumoral. Generalmente revierten con el tratamiento del tumor, aunque en ocasiones su evolución corre independiente a la de este.

## Clasificación
Existen síntomas paraneoplásicos generalizados en los pacientes con cáncer, como fiebre o la llamada caquexia tumoral, producida por la producción de citoquinas que inhibe la expresión de genes de las enzimas que regulan los depósitos de grasa, provocando la pérdida de lípidos y proteínas por la mucosa gástrica. Otros son manifestaciones específicas de ciertos sistemas y aparatos clasificándose los síndromes paraneoplásicos en endocrinos, neurológicos, hematológicos, cutáneos y otros. Raramente pueden ser causados por tumores benignos.
| Tipo         | Enfermedad o síntoma                        | Neoplasia causante | Mecanismo causante                                                  |
| Endocrino    |                                             | |                                                                     |
| ------------ | ------------------------------------------- | --- | ------------------------------------------------------------------- |
| Endocrino    | Síndrome de Cushing                         | - Cáncer de pulmón de células pequeñas - Cáncer de páncreas - Tumor de tejido nervioso - Timoma                                                                          | Producción ectópica de ACTH y factores estimulantes del ACTH        |
| Endocrino    | SIADH                                       | - Cáncer de pulmón de células pequeñas - Neoplasias malignas del sistema nervioso central                                                                                | Secreción de ADH                                                    |
| Endocrino    | Hipercalcemia                               | - Cáncer de pulmón - Cáncer de mama - Carcinoma de células renales - Mieloma múltiple - Linfoma de células T - Cáncer de ovario - Adenoma de paratiroides - Osteosarcoma | PTHrP (proteínas estimulantes de la parathormona), TGF-α, TNF, IL-1 |
| Endocrino    | Hipoglucemia                                | - Fibrosarcoma - Otros Sarcomas mesenquemiales - Cáncer hepático | Insulina, sustancias estimulantes de insulina o IGF-II              |
| Neurológicos | Síndrome miasténico de Eaton-Lambert (LEMS) | - Cáncer de pulmón de células pequeñas | Autoinmune                                                          |
| Neurológicos | Degeneración cerebelar paraneoplásica       | - Cáncer de pulmón - Cáncer de ovario - Cáncer de mama |                                                                     |
| Neurológicos | Encefalomielitis                            | | Inflamación en cerebro y médula espinal                             |
| Neurológicos | Encefalitis límbica                         | - Cáncer de pulmón de células pequeñas |                                                                     |
| Neurológicos | Encefalitis                                 | |                                                                     |
| Neurológicos | Opsoclonia                                  | |                                                                     |
| Neurológicos | Encefalitis por anticuerpos anti-NMDA       | - Teratoma | Reacción autoinmune contra el receptor NMDA                         |
| Neurológicos | Polimiositis                                | |                                                                     |
| Mucocutáneos | Acantosis nigricans                         | - Cáncer de estómago - Cáncer de pulmón - Cáncer de útero | Autoinmune Secreción del EGF                                        |
| Mucocutáneos | Dermatomiositis                             | - Cáncer de pulmón - Cáncer de mama | Autoinmune                                                          |
| Mucocutáneos | Signo de Leser-Trélat                       | - Adenocarcinoma gástrico |                                                                     |
| Mucocutáneos | Eritema necrolítico migratorio              | - Glucagonoma |                                                                     |
| Mucocutáneos | Síndrome de Sweet                           | - Leucemia mieloide aguda |                                                                     |
| Mucocutáneos | Papilomatosis florida                       | |                                                                     |
| Mucocutáneos | Pioderma gangrenoso                         | - Trastornos mieloproliferativos |                                                                     |
| Mucocutáneos | Hipertricosis generalizada adquirida        | |                                                                     |
| Hematológico | Granulocitosis                              | | Factor estimulante de colonias de granulocitos (G-SCF)              |
| Hematológico | Policitemia                                 | - Carcinoma de células renales - Hemangioma cerebelar - Cáncer hepático                                                                                                  | Eritropoyetina                                                      |
| Hematológico | Signo de malignidad de Trousseau            | - Cáncer de páncreas - Cáncer de pulmón | Mucinas que activan la coagulación, Otras                           |
| Hematológico | Endocarditis trombótica no bacteriana       | - Cáncer en estado avanzado | Trombofilia                                                         |
| Hematológico | Anemia                                      | - Timoma | Desconocida                                                         |
| Otras        | Glomerulonefritis membranosa                | - Varias causas | Antígenos tumorales Complejos inmunes                               |
| Otras        | Osteomalacia inducida por tumor             | - Hemangiopericitoma | FGF-23 (Factor de crecimiento de fibroblastos-23)                   |
| Otras        | Síndrome de Stauffer                        | - Carcinoma de células renales |                                                                     |